# 大岡忠種 (大目付)
大岡 忠種（おおおか ただたね）は、江戸時代前期の旗本。大岡忠行家2代当主。大岡忠世の長男。同名の孫がいる。

## 生涯
伯父の旗本・大岡忠行の養子となり、元和元年（1615年）、養父の死後にその遺跡を継ぐ。慶安4年（1651年）11月26日に江戸城二の丸留守居、承応2年（1653年）10月21日に御徒の頭、万治元年（1658年）9月1日に目付、万治3年（1660年）5月1日に新番頭を歴任する。
寛文10年（1670年）5月16日には旗本最高位とされる大目付に任じられた。同年12月28日、従五位下佐渡守に叙任された。
天和元年（1681年）4月13日に大目付を辞し、天和2年（1682年）12月18日に致仕。貞享元年（1684年）5月30日に死去、享年74。